# Världsutställningen 1910

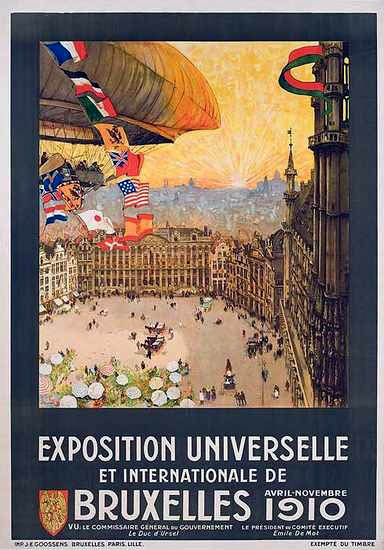
Utställningsplakat.

Världsutställningen 1910 ägde rum i Bryssel i Belgien 1910. Det var den 16:e världsutställning som erkändes officiellt av Bureau International des Expositions (BIE).